# Бор, Эрнест
Эрнест Давид Бор (дат. Ernest David Bohr; 3 июля 1924, Фредериксберг — 26 февраля 2018) — датский хоккеист на траве, полевой игрок. Участник летних Олимпийских игр 1948 года. Сын лауреата Нобелевской премии по физике Нильса Бора, брат лауреата Нобелевской премии по физике Оге Бора.

## Биография

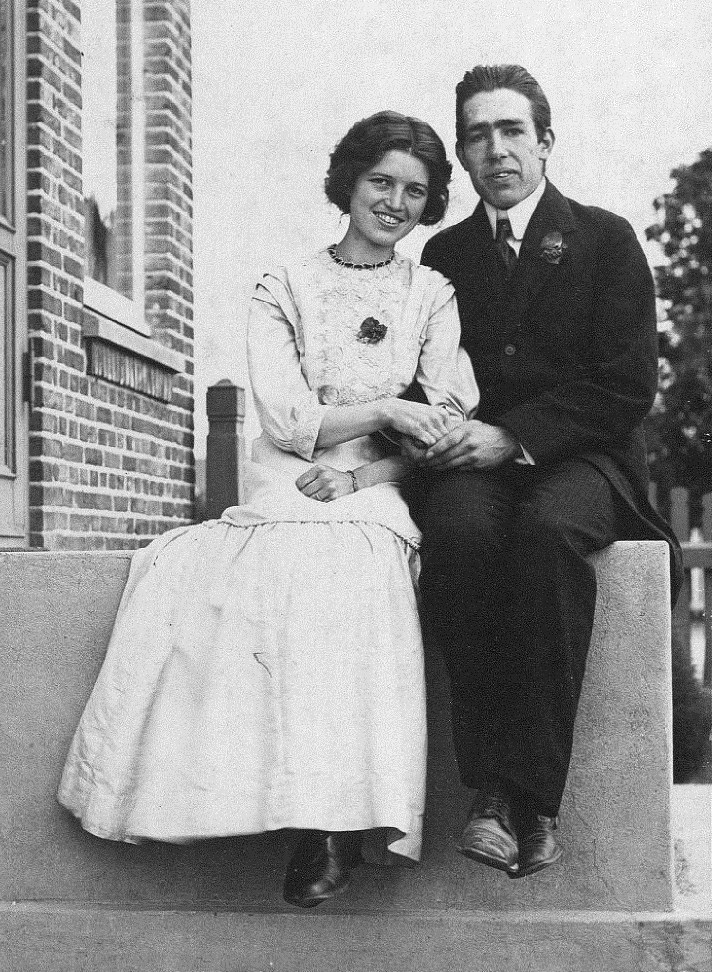
Родители Эрнеста Нильс и Маргрете Бор, 1910 год

Эрнест Бор родился 7 марта 1924 года в датском городе Фредериксберг. Получил имя в честь физика Эрнеста Резерфорда.
Окончил Сортедамскую среднюю школу. В 1943—1945 годах вместе с матерью жил в Швеции.
Играл в хоккей на траве за «Ориент» из Конгенс-Люнгбю.
В 1948 году вошёл в состав сборной Дании по хоккею на траве на летних Олимпийских играх в Лондоне, занявшей 13-е место. Играл в поле, провёл 2 матча, мячей (по имеющимся данным) не забивал.
В 1949 году окончил юридический факультет университета. Работал окружным адвокатом. Входил в советы директоров многочисленных корпораций и организаций, включая Архив Нильса Бора в Копенгагене.
Умер 26 февраля 2018 года.

## Семья
Отец — Нильс Бор (1885—1962), датский физик и общественный деятель, один из создателей квантовой механики. Лауреат Нобелевской премии по физике 1922 года.
Мать — Маргрете Бор (до замужества — Норлунн; 1890—1984).
В семье было шесть детей, среди которых Эрнест был младшим.
Старший брат — Оге Бор (1922—2009), датский физик. Лауреат Нобелевской премии по физике 1975 года.
Дядя — Харальд Бор (1887—1951), датский математик и футболист. Серебряный призёр летних Олимпийских игр 1908 года.